# Джон Леннон
Джон Ві́нстон О́но Ле́ннон MBE (англ. John Winston Ono Lennon, при народженні Джон Вінстон Леннон, англ. John Winston Lennon; 9 жовтня 1940, Ліверпуль, Англія — 8 грудня 1980, Нью-Йорк, Сполучені Штати Америки) — англійський співак, автор пісень і музикант, художник, політичний активіст та громадський діяч. Він здобув світову славу як засновник, співавтор пісень, соліст-вокаліст і ритм-гітарист гурту The Beatles. Його творчість включала музику, літературу, малюнки та кіно. Його співпраця з Полом Маккартні у написанні пісень залишається найуспішнішою в історії.
Леннон народився в Ліверпулі, але ще підлітком захопився скіфлом. У 1956 році він заснував гурт The Quarrymen, який у 1960 році перетворився на The Beatles. Іноді його називають «розумним бітлом», Леннон спочатку був фактичним лідером гурту, але поступово, здавалося, поступився цією роллю Маккартні. Під час написання пісень у The Beatles він увібрав у себе безліч музичних впливів: спочатку у перші роки існування гурту він писав і був співавтором рок- і поп-хітів, а згодом у другій половині кар'єри The Beatles включив у свої композиції експериментальні елементи, коли його пісні стали відомі завдяки своїм інноваційним рішенням. Незабаром Леннон поширив свою творчість на інші медіа, взявши участь у численних фільмах, зокрема How I Won the War, а також написав In His Own Write та A Spaniard in the Works — збірки творів у стилі літератури абсурду та лінійних малюнків. Починаючи з пісні «All You Need Is Love», його пісні стали гімнами антивоєнного руху та широкої контркультури 1960-х років. У 1969 році разом зі своєю другою дружиною, мультимедійною художницею Йоко Оно, він заснував гурт Plastic Ono Band, провів двотижневу антивоєнну демонстрацію Bed-ins for Peace і покинув The Beatles, щоб розпочати сольну кар'єру.
Між 1968 і 1972 роками Леннон і Оно співпрацювали над багатьма роботами, включаючи трилогію авангардних альбомів, ще кілька фільмів, його сольний дебютний альбом John Lennon/Plastic Ono Band і сингли «Give Peace a Chance», «Instant Karma!», «Imagine» і «Happy Xmas (War Is Over)», що увійшли до міжнародної топ-десятки синглів. Переїзд Леннона до Нью-Йорка в 1971 році, його критика війни у В'єтнамі призвела до трирічної спроби депортації з боку адміністрації Ніксона. Леннон і Оно розлучилися з 1973 по 1975 рік, в цей час він продюсував альбом Гаррі Нілссона Pussy Cats. Він також співпрацював з Елтоном Джоном («Whatever Gets You Through the Night») та Девідом Бові («Fame»), які очолювали хіт-паради. Після п'ятирічної перерви Леннон повернувся до музики у 1980 році, записавши з Оно спільний альбом Double Fantasy. Він був убитий фанатом The Beatles Марком Девідом Чепменом через три тижні після виходу альбому.
Як виконавець, автор або співавтор, Леннон мав 25 синглів номер один у чарті Billboard Hot 100. Double Fantasy, його другий найбільш продаваний альбом поза The Beatles, отримав премію Греммі 1981 року як альбом року. Того ж року він став лауреатом Британської премії за видатний внесок у музику. У 2002 році Леннон посів восьме місце в історичному опитуванні BBC про 100 найвизначніших британців. Журнал Rolling Stone назвав його п'ятим найвидатнішим співаком і 38-м найвидатнішим артистом усіх часів. Він був включений до Зали слави піснярів (у 1997 році) та Зали слави рок-н-ролу (двічі, як учасник гурту The Beatles у 1988 році та як сольний виконавець у 1994 році).

## Ранні роки: 1940—1956

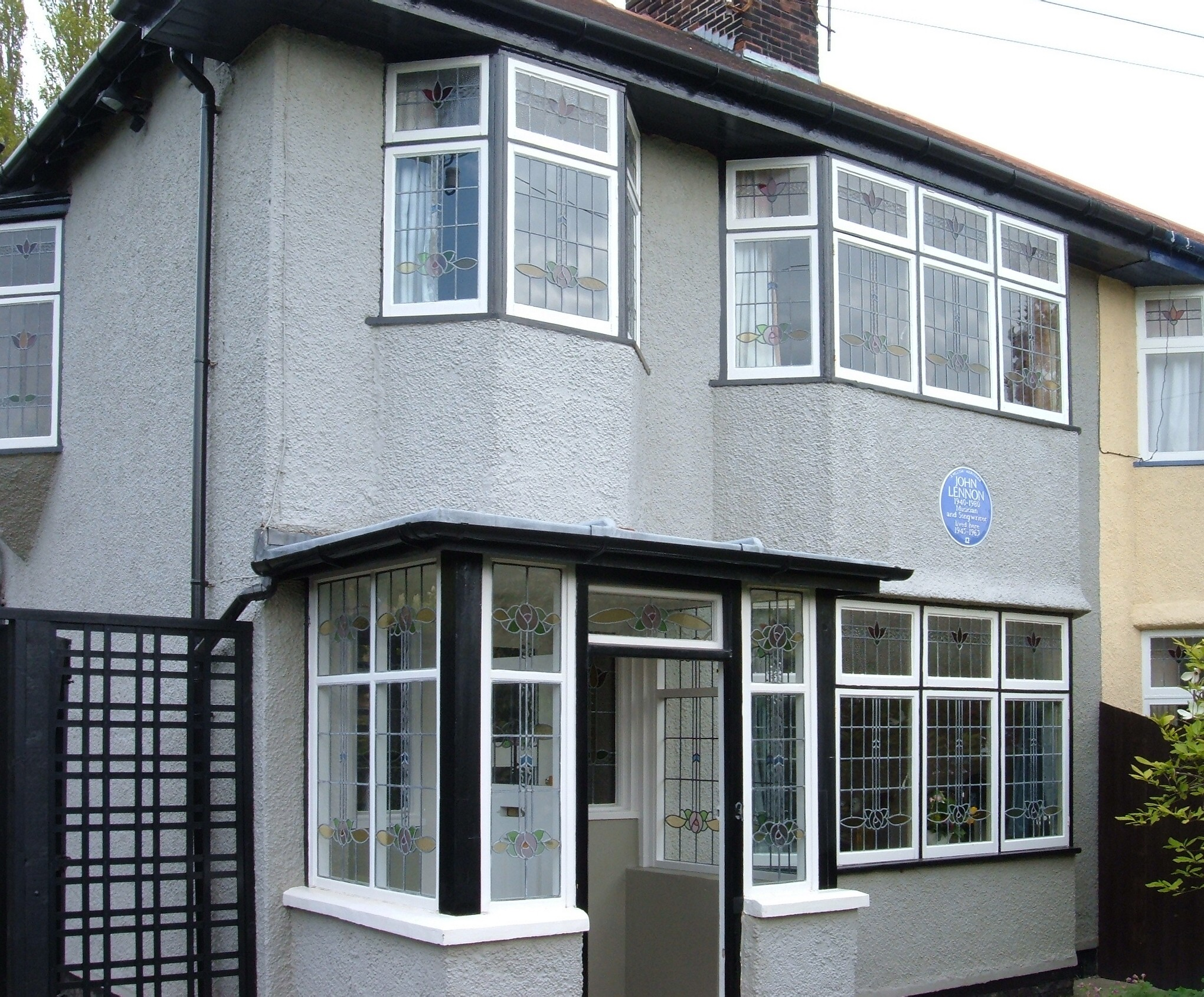
Будинок Леннона на Менлав Авеню, 251

Джон Вінстон Леннон народився 9 жовтня 1940 року в Ліверпульському пологовому будинку в сім'ї Джулії (уродженої Стенлі) (1914—1958) та Альфреда Леннона (1912—1976). Альфред був моряком торгового флоту ірландського походження, який був у від'їзді під час народження сина. Батьки назвали його Джоном Вінстоном Ленноном на честь діда по батькові, Джона «Джека» Леннона, та прем'єр-міністра Вінстона Черчилля. Його батько часто був далеко від дому, але регулярно надсилав зарплатні чеки на Ньюкасл Роуд, 9, Ліверпуль, де Леннон жив з матір'ю. Чеки перестали надходити після того, як він дезертирував в лютому 1944. Коли він врешті-решт повернувся додому через шість місяців, він запропонував доглядати за сім'єю, але Джулія, на той час вагітна від іншого чоловіка, відкинула цю ідею. Після того, як її сестра Мімі двічі поскаржилася в соціальні служби Ліверпуля, Джулія віддала їй опіку над Ленноном.
У липні 1946 року батько Леннона відвідав її і забрав сина до Блекпула, таємно маючи намір емігрувати з ним до Нової Зеландії. Джулія поїхала за ними — разом зі своїм тодішнім партнером Боббі Дайкінсом — і після палкої суперечки батько змусив п'ятирічного хлопчика вибирати між ними. В одному з описів цього інциденту Леннон двічі вибирав батька, але коли мати пішла, він почав плакати і пішов за нею. Однак, за словами автора Марка Льюїсона, батьки Леннона погодилися, щоб Джулія забрала його і дала йому дім. Біллі Голл, який був свідком цього інциденту, сказав, що драматичне зображення молодого Джона Леннона, змушеного приймати рішення між батьками, є неточним. Леннон більше не контактував з Альфом протягом майже 20 років.
Протягом решти дитинства та юності Леннон жив у Мендіпсі, 251 Менлав Авеню, Вултон, з Мімі та її чоловіком Джорджем Тугудом Смітом, які не мали власних дітей. Тітка купувала для нього томи оповідань, а дядько, молочник на сімейній фермі, купив йому губний орган і займався з ним розгадуванням кросвордів. Джулія регулярно відвідувала Мендіпс, а Джон часто навідувався до неї на Бломфілд-роуд, 1, Ліверпуль, де вона ставила йому платівки Елвіса Преслі, вчила грати на банджо і показувала, як грати «Ain't That a Shame» Фетса Доміно. У вересні 1980 року Леннон коментував свою сім'ю і свій бунтарський характер:
|  | Частина мене хотіла б бути прийнятою всіма сторонами суспільства і не бути цим крикливим божевільним поетом/музикантом. Але я не міг бути тим, ким я не є... Я був тим, про кого батьки всіх інших хлопців, включаючи батька Пола, говорили: «Тримайся від нього подалі»... Батьки інстинктивно відчували, що я порушник спокою, що я не підкоряюся і буду впливати на їхніх дітей, що я і робив. Я робив все можливе, щоб зруйнувати будинок кожного друга ... Частково через заздрість, що у мене не було цього так званого дому ... але у мене він був ... Було п'ять жінок, які були моєю сім'єю. П'ять сильних, розумних, красивих жінок, п'ять сестер. Одна з них була моєю матір'ю. [Вона] просто не могла впоратися з життям. Вона була наймолодшою, її чоловік втік у море, а війна тривала, і вона не змогла впоратися зі мною, і я опинився у її старшої сестри. Це були фантастичні жінки... І це була моя перша феміністична освіта... Я проникав у свідомість інших хлопців. Я міг сказати: «Батьки - не боги, тому що я не живу зі своїми, а отже, я знаю». |

Він регулярно відвідував свого двоюрідного брата Стенлі Паркса, який жив у Флітвуді і брав його з собою в походи до місцевих кінотеатрів. Під час шкільних канікул Паркс часто відвідував Леннона разом з Лейлою Гарві, ще однією кузиною, і вони часто їздили до Блекпула два або три рази на тиждень, щоб подивитися шоу. Вони відвідували цирк Блекпул Тавер і бачили таких артистів, як Дікі Валентайн, Артур Ескі, Макс Байгрейвз і Джо Лосс, причому Паркс згадував, що Леннону особливо подобався Джордж Формбі. Після того, як сім'я Паркса переїхала до Шотландії, троє кузенів часто проводили там свої шкільні канікули разом. Паркс згадував: «Джон, кузина Лейла і я були дуже близькі. З Единбурга ми приїжджали на сімейну ферму в Дурнесс, де Джон бував приблизно з 9 років до 16 років». 5 червня 1955 року дядько Леннона Джордж помер від крововиливу в печінку у віці 52 років.
Леннон виховувався в англіканській церкві і відвідував початкову школу Довдейл. Склавши іспит на одинадцять з плюсом, з вересня 1952 по 1957 рік він навчався в середній школі Quarry Bank в Ліверпулі, і був описаний Гарві в той час як «веселий, щасливий, з добрим гумором, легкий на підйом, жвавий хлопець». Однак він також був відомий тим, що часто брав участь у бійках, задирався і зривав уроки. Незважаючи на це, він швидко здобув репутацію клоуна класу і часто малював комічні карикатури, які з'являлися в його саморобному шкільному журналі Daily Howl.
У 1956 році Джулія купила Джону його першу гітару. Це була недорога акустична гітара Gallotone Champion, за яку вона позичила синові п'ять фунтів і десять шилінгів за умови, що гітара буде доставлена до її власного будинку, а не до Мімі, добре знаючи, що її сестра не підтримувала музичні прагнення сина. Мімі скептично ставилася до його тверджень про те, що він колись стане відомим, і сподівалася, що музика йому набридне, часто кажучи йому: «Гітара — це дуже добре, Джоне, але ти ніколи не зможеш заробляти нею на життя.»
Старші шкільні роки Леннона були позначені змінами в його поведінці. Вчителі середньої школи Quarry Bank так описували його: «У нього занадто багато неправильних амбіцій, і його енергія часто витрачається не за призначенням», і «Його роботі завжди бракує зусиль. Він задовольняється „дрейфом“ замість того, щоб використовувати свої здібності». Неправильна поведінка Леннона призвела до розриву в його стосунках з тіткою.
15 липня 1958 року, у віці 44 років, Джулія Леннон була збита машиною, коли йшла додому після відвідин будинку Смітів. Смерть матері травмувала підлітка Леннона, який протягом наступних двох років багато пив і часто потрапляв у бійки, охоплений «сліпою люттю». Пам'ять про Джулію згодом послужить головним творчим натхненням для Леннона, надихнувши його на пісню «Julia» 1968 року.
Леннон провалив іспити на атестат зрілості і був прийнятий до Ліверпульського коледжу мистецтв після втручання його тітки та директора. У коледжі він почав носити одяг Тедді-боя, і йому погрожували відрахуванням за таку поведінку. За описом однокурсниці Леннона, а згодом його дружини, Синтії Павелл, його «викинули з коледжу перед останнім курсом».

## Від The Quarrymen до The Beatles: 1956—1970

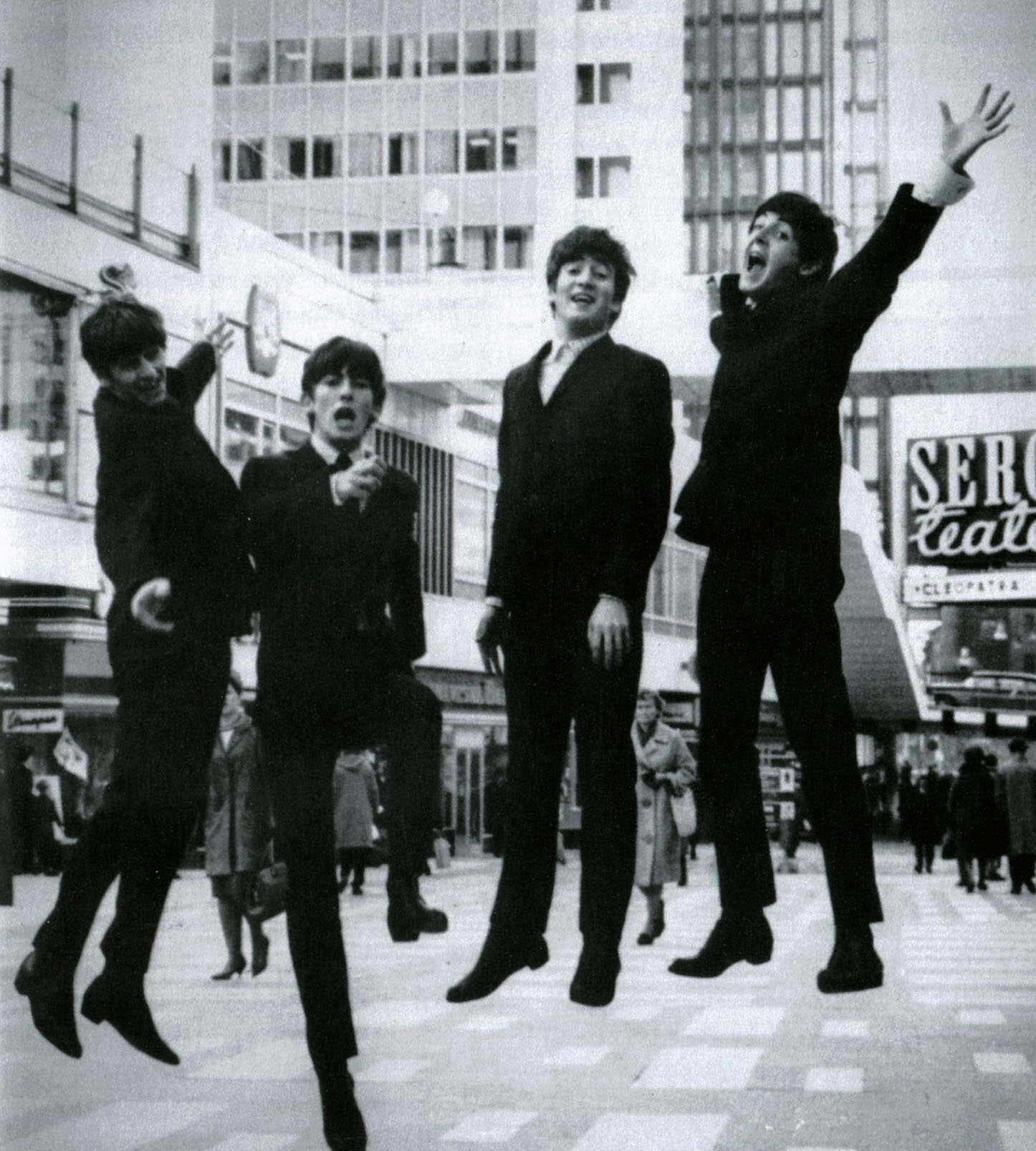
Рінго Старр, Джордж Гаррісон, Леннон і Пол Маккартні в 1963 році

### Становлення, слава та гастролі: 1956—1966
У віці 15 років Леннон створив скіфл-гурт The Quarrymen. Названий на честь середньої школи Quarry Bank, гурт був заснований Ленноном у вересні 1956 року. До літа 1957-го The Quarrymen грали «енергійний набір пісень», що складався наполовину зі скіфлу і наполовину з рок-н-ролу. Леннон вперше зустрів Пола Маккартні на другому виступі The Quarrymen, що відбувся у Вултоні 6 липня на святі в саду церкви Святого Петра. Тоді Леннон запропонував Маккартні приєднатися до гурту.
Маккартні говорив, що тітка Мімі «дуже добре знала, що друзі Джона були нижчого класу», і часто покровительствувала йому, коли він приїжджав до Леннона. За словами брата Маккартні, Майка, їхній батько так само не схвалював Леннона, заявляючи, що Леннон втягне його сина «в неприємності». Батько Маккартні все ж дозволив молодому гурту репетирувати у сімейній вітальні на Фортлін Роуд, 20. За цей час Леннон написав свою першу пісню «Hello Little Girl», яка у 1963 році увійшла до британського хіт-параду The Fourmost.
Маккартні порекомендував своєму другові Джорджу Гаррісону стати соло-гітаристом. Леннон вважав, що Гаррісон, якому тоді було 14 років, був занадто юним. Маккартні організував прослуховування на верхньому поверсі ліверпульського автобуса, де Гаррісон зіграв для Леннона пісню «Raunchy» і отримав запрошення приєднатися до гурту. Стюарт Саткліфф, друг Леннона зі школи мистецтв, пізніше приєднався до гурту як басист. Леннон, Маккартні, Гаррісон і Саткліфф стали The Beatles на початку 1960 року. У серпні того ж року The Beatles були запрошені на 48 ночей для виступів у Гамбург, у Західній Німеччині, і відчайдушно почали шукати барабанщика. Вони попросили Піта Беста приєднатися до них. Тітка Леннона, вжахнувшись, коли він розповів їй про поїздку, благала Леннона продовжити навчатися мистецтву. Після першої гамбурзької резиденції гурт прийняв другу у квітні 1961 року, а третю — у квітні 1962 року. Як і інші учасники гурту, Леннон познайомився з психостимулятором прелюдином під час перебування в Гамбурзі, і регулярно приймав цей препарат як стимулятор під час довгих нічних виступів.

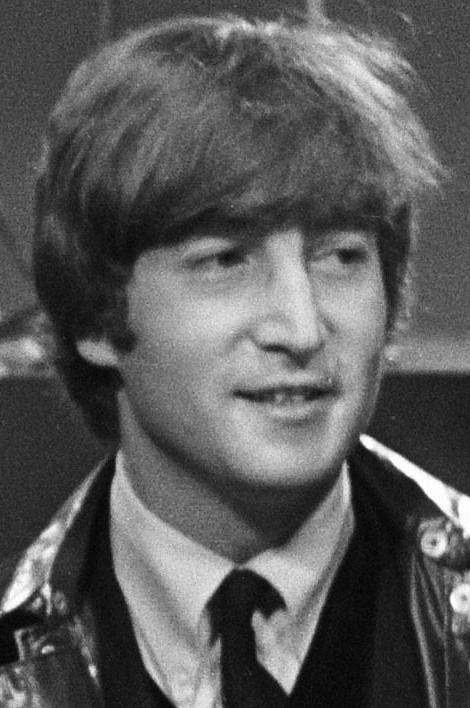
Леннон у 1964

Браян Епштейн керував The Beatles з 1962 року до своєї смерті в 1967 році. Він не мав попереднього досвіду управління артистами, але мав сильний вплив на дрес-код і поведінку гурту на сцені. Леннон спочатку чинив опір його спробам заохотити гурт до професійного вигляду, але врешті-решт погодився, сказавши: «Я одягну кляту повітряну кульку, якщо мені за це заплатять». Маккартні взяв на себе гру на бас-гітарі після того, як Саткліфф вирішив залишитися в Гамбурзі, а Бест був замінений барабанщиком Рінго Старром, і таким чином сформувався склад гурту, що складався з чотирьох музикантів, який проіснував аж до його розпаду в 1970 році. Перший сингл гурту, «Love Me Do», вийшов у жовтні 1962 року і досяг 17 місця в британському хіт-параді. Вони записали свій дебютний альбом Please Please Me менш ніж за 10 годин 11 лютого 1963 року, в день, коли Леннон страждав від застуди, що чути з вокалу останньої пісні, записаної того дня, «Twist and Shout». Спільними зусиллями Леннона і Маккартні було написано вісім з чотирнадцяти пісень. За кількома винятками, одним з яких була сама назва альбому, Леннон ще не використав свою любов до гри слів у текстах пісень, кажучи «Ми просто писали пісні… поп-пісні, не думаючи про них більше, ніж про те, щоб створити звук. І слова майже не мали значення». В інтерв'ю 1987 року Маккартні сказав, що інші бітли боготворили Леннона: «Він був як наш власний маленький Елвіс … Ми всі дивилися на Джона. Він був старшим, і він був справжнім лідером; він був найкмітливішим і найрозумнішим».

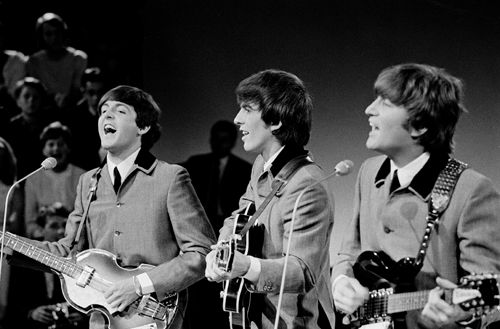
Маккартні, Гаррісон і Леннон, 1964

На початку 1963 року The Beatles досягли успіху у Великій Британії. Леннон був на гастролях, коли у квітні народився його перший син Джуліан. Під час виступу на Королівському естрадному шоу, на якому були присутні королева-матір та інші члени британської королівської родини, Леннон пожартував над аудиторією: «Для нашої наступної пісні я хотів би попросити вас про допомогу. Ті, хто сидить на дешевих місцях, плескайте в долоні… а решта — брязкайте своїми прикрасами». Після року бітломанії у Великій Британії, історичний дебют гурту в США в лютому 1964 року на Шоу Еда Саллівана ознаменував їхній прорив до міжнародної слави. Після цього почався дворічний період постійних гастролей, зйомок у кіно та написання пісень, протягом якого Леннон написав дві книги, In His Own Write та A Spaniard in the Works. The Beatles отримали визнання британського істеблішменту, коли їх було призначено членами Ордену Британської імперії (MBE) під час церемонії нагородження на день народження королеви 1965 року.
Леннон був стурбований тим, що фанати, які відвідували концерти The Beatles, не могли почути музику за криками шанувальників, і що від цього починала страждати музична якість гурту. 1965 року Леннон у пісні «Help!» висловив свої власні почуття: «Я мав це на увазі… Це я співав 'help'». Він набрав вагу (пізніше він називатиме це періодом «товстого Елвіса») і відчував, що підсвідомо прагне змін. У березні того ж року вони з Гаррісоном несвідомо познайомилися з ЛСД, коли дантист, влаштовуючи звану вечерю, на якій були присутні обидва музиканти та їхні дружини, підсипав гостям наркотик у каву. Коли вони хотіли піти, господар виявив, що вони прийняли, і наполегливо порадив їм не виходити з дому через ймовірні наслідки. Пізніше, в ліфті нічного клубу, вони всі вважали, що він горить; Леннон згадував: «Ми всі кричали… гарячі та істеричні». У березні 1966 року, під час інтерв'ю з репортером Evening Standard Морін Клів, Леннон зауважив: «Християнство піде. Воно зникне і зменшиться … Ми зараз популярніші за Ісуса — я не знаю, що піде першим, рок-н-рол чи християнство». Цей коментар залишився практично непоміченим в Англії, але викликав велику образу в США, коли його процитував тамтешній журнал п'ять місяців по тому. Фурор, який зчинився після цього, включаючи спалення записів The Beatles, діяльність Ку-клукс-клану та погрози на адресу Леннона, сприяв рішенню гурту припинити гастролі.

### Студійні роки, розпад і сольна робота: 1966—1970

Леннон у 1967

Після останнього концерту гурту 29 серпня 1966 року Леннон знявся в антивоєнній чорній комедії How I Won the War — його єдина поява в художньому фільмі, знятому не The Beatles — перед тим, як приєднатися до своїх колег по гурту для тривалого періоду запису, починаючи з листопада. Леннон збільшив вживання ЛСД і, за словами письменника Ієна Макдональда, його постійне вживання наркотику в 1967 році наблизило його до того, що він був «близький до того, щоб стерти свою особистість». У 1967 році вийшла пісня «Strawberry Fields Forever», яку журнал Time назвав «дивовижною винахідливістю», а також знаковий альбом гурту Sgt. Pepper's Lonely Hearts Club Band, який розкрив лірику Леннона, що сильно контрастувала з простими піснями про кохання перших років існування гурту.
Наприкінці червня The Beatles виконали пісню Леннона «All You Need Is Love» як внесок Британії в супутникову трансляцію програми Our World перед міжнародною аудиторією, яка, за оцінками, сягала 400 мільйонів глядачів. Навмисно спрощена у своєму посланні, пісня формалізувала його пацифістську позицію і стала гімном Літа кохання. Після того, як The Beatles познайомилися з Махаріші Махеш Йогі, група взяла участь у серпневих вихідних на його семінарі з трансцендентальної медитації в Бангорі, Уельс. Під час семінару їм повідомили про смерть Епштейна. «Тоді я зрозумів, що ми в біді», — сказав пізніше Леннон. «У мене не було жодних хибних уявлень про нашу здатність робити щось інше, окрім як грати музику. Я був наляканий — я думав: 'З нас, дідько, досить»'". Маккартні організував перший проєкт гурту після смерті Епштейна, самостійно написаний, спродюсований і зрежисований телевізійний фільм Magical Mystery Tour, який вийшов на екрани в грудні того ж року. Хоча сам фільм виявився їхнім першим критичним провалом, випуск саундтреку до нього, що включав натхненну Льюїсом Керролом пісню Леннона «I Am the Walrus», мав успіх.

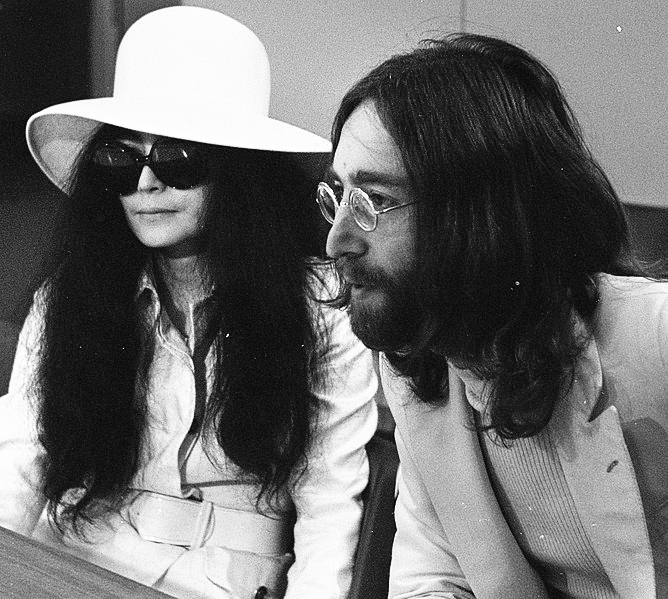
Йоко Оно і Леннон у березні 1969-го

Через зацікавленість Гаррісона і Леннона, The Beatles вирушили до ашраму Махаріші в Індії в лютому 1968 року за подальшими настановами. Перебуваючи там, вони написали більшість пісень для свого подвійного альбому The Beatles, але неоднозначний досвід учасників гурту з трансцендентальною медитацією свідчив про різке розходження в дружніх стосунках у групі. Повернувшись до Лондона, гурт дедалі більше залучався до бізнес-діяльності, утворивши Apple Corps — мультимедійну корпорацію, яка включала Apple Records та кілька інших дочірніх компаній. Леннон описував це підприємство як спробу досягти «мистецької свободи в рамках бізнес-структури». Дебютний сингл гурту для лейблу Apple, випущений на тлі протестів 1968 року, включав бі-сайд Леннона «Revolution», в якому він закликав до «плану», а не до участі в маоїстській революції. Пацифістське послання пісні викликало глузування з боку політичних радикалів у новій лівій пресі. Того року Леннон додав напруженості під час записів The Beatles, наполягаючи на тому, щоб його нова подруга, японська художниця Йоко Оно, була поруч з ним, тим самим порушуючи політику гурту щодо дружин і подруг у студії. Він був особливо задоволений своїм внеском у написання пісень для подвійного альбому і визначив його як кращу роботу, ніж Sgt. Pepper. Наприкінці 1968 року Леннон взяв участь у The Rolling Stones Rock and Roll Circus, телевізійному спецвипуску, який не вийшов в ефір. Леннон виступав з The Dirty Mac, супергуртом, до складу якого входили Леннон, Ерік Клептон, Кіт Річардс і Мітч Мітчелл. Гурт також підтримав вокальний виступ Оно. Кіноверсія пісні була випущена в 1996 році.
Наприкінці 1968 року Леннон почав частіше вживати наркотики і все більше перейматися Оно, а також нездатність The Beatles домовитися про те, як керувати компанією, призвели до того, що Apple потребувала професійного менеджменту. Леннон попросив Річарда Бічінга взяти на себе цю роль, але той відмовився, порадивши Леннону повернутися до створення записів. До Леннона звернувся Аллен Клейн, який керував Rolling Stones та іншими гуртами під час британського вторгнення. На початку 1969 року Клейн був призначений Ленноном, Гаррісоном і Старром виконавчим директором Apple, але Маккартні так і не підписав контракт на управління компанією.
Леннон і Оно одружилися 20 березня 1969 року і незабаром випустили серію з 14 літографій під назвою Bag One із зображенням сцен з їхнього медового місяця, вісім з яких були визнані непристойними, а більшість — забороненими і конфіскованими. Творчий фокус Леннона продовжував виходити за межі The Beatles, і між 1968 і 1969 роками вони з Оно записали три альбоми експериментальної музики разом: Unfinished Music No. 1: Two Virgins (відомий більше своєю обкладинкою, ніж музикою), Unfinished Music No. 2: Life with the Lions та Wedding Album. У 1969 році вони створили гурт Plastic Ono Band, випустивши альбом Live Peace in Toronto 1969. Між 1969 і 1970 роками Леннон випустив сингли «Give Peace a Chance», який був широко прийнятий як гімн проти В'єтнамської війни, «Cold Turkey», який задокументував його симптоми абстиненції після того, як він став залежним від героїну, і «Instant Karma!».
На знак протесту проти участі Британії у «справі Нігерії та Біафри» (а саме громадянській війні в Нігерії), її підтримки Америки у В'єтнамській війні та (можливо, жартома) проти падіння «Cold Turkey» в хіт-парадах, Леннон повернув свою медаль ордена Британської імперії Королеві. Цей жест ніяк не вплинув на його статус кавалера ордена Британської імперії, від якого можна було відмовитися, але в кінцевому підсумку лише Суверен має право анулювати оригінальну нагороду. Медаль разом з листом Леннона зберігається в Центральній канцелярії Лицарських орденів.
Леннон покинув The Beatles 20 вересня 1969 року, але погодився не інформувати про це ЗМІ, поки група переукладала контракт на запис. Він був обурений тим, що Маккартні оголосив про свій відхід, випустивши свій дебютний сольний альбом у квітні 1970 року. Реакція Леннона була такою: «Ісусе Христе! Він отримує всі лаври!» Пізніше він писав: «Я створив гурт. Я його розпустив. Все так просто.» У грудневому інтерв'ю 1970 року Янну Веннеру з журналу Rolling Stone він розкрив свою гіркоту по відношенню до Маккартні, сказавши: «Я був дурнем, коли не зробив те, що зробив Пол, а саме використав його, щоб продати платівку.» Леннон також говорив про ворожість, яку, на його думку, відчували інші учасники гурту до Оно, і про те, як йому, Гаррісону і Старру «набридло бути прислужниками Пола… Після смерті Брайана Епштейна ми розпалися. Пол взяв на себе відповідальність і нібито повів нас за собою. Але що нас веде, коли ми ходимо по колу?».

## Сольна кар'єра: 1970—1980

### Початковий сольний успіх та активізм: 1970—1972
—Джон Леннон

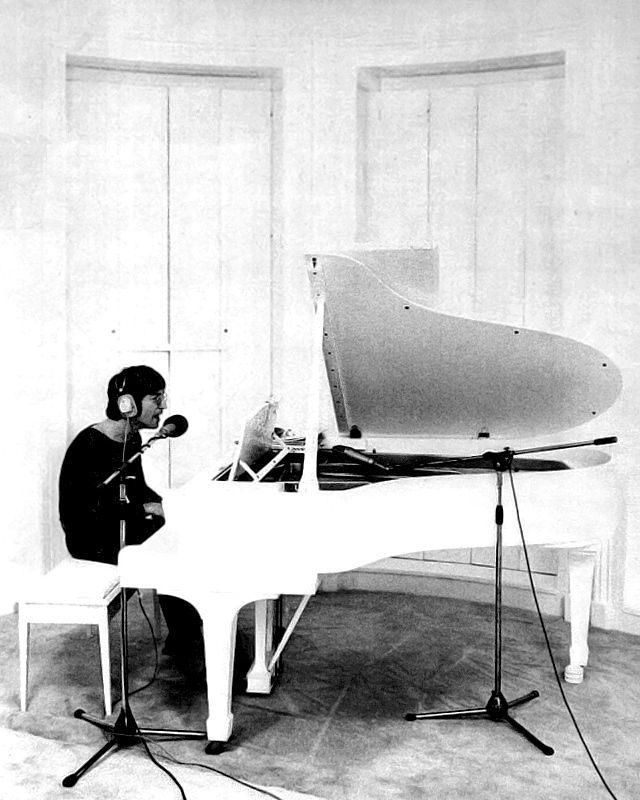
Реклама «Imagine» з Billboard, 18 вересня 1971 року

З 1 квітня по 15 вересня 1970 року Леннон і Оно пройшли курс первинної терапії з Артуром Яновим у Тіттенхерсті в Лондоні та в клініці Янова в Лос-Анджелесі, штат Каліфорнія. Призначена для вивільнення емоційного болю з раннього дитинства, терапія передбачала два заняття на тиждень з Яновим протягом шести місяців; він хотів лікувати пару довше, але їхня американська віза закінчилася, і їм довелося повернутися до Великої Британії. Дебютний сольний альбом Леннона, John Lennon/Plastic Ono Band (1970), був схвально сприйнятий багатьма музичними критиками, але його дуже особисті тексти і суворе звучання обмежили його комерційні успіхи. Альбом містив пісню «Mother», в якій Леннон зіткнувся зі своїми почуттями дитячого відторгнення, та «Working Class Hero», гірку атаку на капіталістичну соціальну систему, яка через слова «you're still fucking peasants» («ви все ще довбані селюки») стала об'єктом недоброзичливого ставлення з боку телерадіокомпаній.
У січні 1971 року Тарік Алі висловив свої революційні політичні погляди, коли брав інтерв'ю у Леннона, який негайно відреагував, написавши пісню «Power to the People». У тексті пісні Леннон змінив неконфронтаційний підхід, який він сповідував у «Revolution», хоча пізніше він відхрестився від «Power to the People», заявивши, що вона була породжена почуттям провини і бажанням отримати схвалення від таких радикалів, як Алі. Леннон взяв участь у протесті проти судового переслідування журналу Oz за нібито непристойні публікації. Леннон засудив судовий процес як «огидний фашизм», а він і Оно (як Elastic Oz Band) випустили сингл «God Save Us/Do the Oz» і приєдналися до маршів на підтримку журналу.
Прагнучи великого комерційного успіху, Леннон прийняв більш доступне звучання для свого наступного альбому Imagine (1971). Rolling Stone повідомляв, що «він містить значну частину хорошої музики», але попереджав про можливість того, що «його позерство скоро здасться не просто нудним, але й неактуальним». Заголовний трек альбому пізніше став гімном антивоєнних рухів, а пісня «How Do You Sleep? була музичною атакою на Маккартні у відповідь на слова пісні „Ram“, які, на думку Леннона, і як пізніше підтвердив Маккартні, були спрямовані проти нього та Оно. У пісні „Jealous Guy“ Леннон звернувся до свого принизливого ставлення до жінок, визнавши, що його минула поведінка була результатом довготривалої невпевненості в собі.
На знак подяки за його гітарний внесок в Imagine, Леннон спочатку погодився виступити на благодійних концертах Гаррісона для Бангладеш у Нью-Йорку. Однак Гаррісон відмовився дозволити Оно брати участь у концертах, що призвело до палкої суперечки між подружжям Леннонів і Джон відмовився брати участь у заході.
Леннон і Оно переїхали до Нью-Йорка в серпні 1971 року і відразу прийняли радикальну ліву політику США. У грудні пара випустила сингл „Happy Xmas (War Is Over)“. Під час нового року адміністрація Ніксона вжила те, що вона назвала „стратегічними контрзаходами“ проти антивоєнної та антиніксонівської пропаганди Леннона. Адміністрація розпочала чотирирічну спробу депортувати його. Леннон був втягнутий у тривалу судову боротьбу з імміграційною владою, і йому було відмовлено у дозволі на постійне проживання в США; це питання не буде вирішено до 1976 року.
Some Time in New York City був записаний у співпраці з Оно та випущений у 1972 році за підтримки нью-йоркської групи Elephant's Memory. Подвійний лонгплей містив пісні про права жінок, расові відносини, роль Великобританії в Північній Ірландії та труднощі Леннона з отриманням ґрін-карти. Альбом зазнав комерційного провалу та був відкинутий критиками, які вважали його політичні гасла важкими та невблаганними. Рецензія NME набула форми відкритого листа, в якому Тоні Тайлер висміяв Леннона як „жалюгідного старіючого революціонера“. У США „Woman Is the Nigger of the World“ було випущено як сингл з альбому та транслювався 11 травня на шоу Діка Каветта. Багато радіостанцій відмовилися транслювати пісню через слово „ніґґер“.
Леннон і Оно дали два благодійні концерти з Elephant's Memory і гостями в Нью-Йорку для допомоги розумово відсталим дітям з Willowbrook State School. Відіграні в Медісон-сквер-гарден 30 серпня 1972 року, це були його останні повноформатні концертні виступи. Після того, як Джордж Макговерн програв президентські вибори 1972 року Річарду Ніксону, Леннон і Оно відвідали післявиборчі поминки, які відбулися в нью-йоркському будинку активіста Джеррі Рубіна. Леннон був у депресії та сп'янів; він залишив Оно збентеженою після того, як зайнявся сексом з гостею заходу. Пісня Оно „Death of Samantha“ була навіяна інцидентом.

### „Втрачений вікенд“: 1973—1975

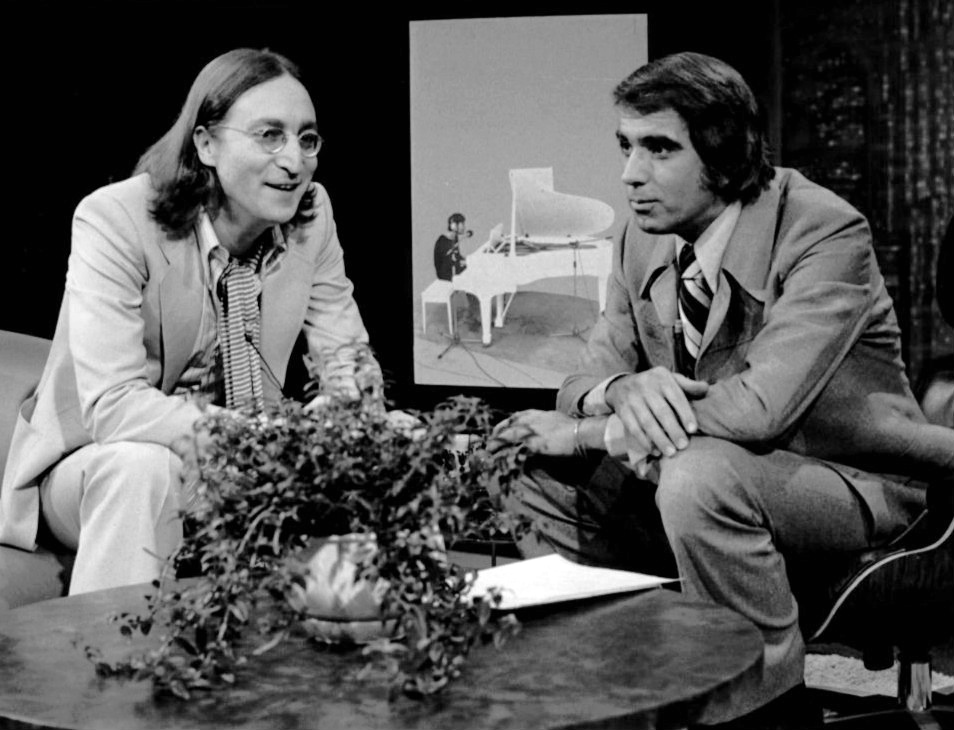
Рекламне фото Леннона та ведучого Тома Снайдера з телевізійної програми Tomorrow. Це було останнє телевізійне інтерв'ю Леннона, яке він дав у 1975 році перед своєю смертю у 1980 році.

Коли Леннон збирався записати Mind Games у 1973 році, вони з Оно вирішили розійтися. Наступний 18-місячний період в розлуці, який він пізніше назвав „втраченим вікендом“, посилаючись на однойменний фільм, він провів у Лос-Анджелесі та Нью-Йорку в компанії Мей Панг. Mind Games, записаний гуртом Plastic U.F.Ono Band, вийшов у листопаді 1973 року. Леннон також написав пісню „I'm the Greatest“ для альбому Старра Ringo (1973), що вийшов того ж місяця. Коли Гаррісон приєднався до Старра і Леннона під час запису пісні, це був єдиний випадок, коли троє колишніх бітлів записувалися разом між розпадом гурту і смертю Леннона.
На початку 1974 року Леннон сильно пиячив, і його алкогольні витівки з Гаррі Нілссоном потрапили в заголовки газет. У березні в клубі The Troubadour сталися два інциденти, що набули широкого розголосу. У першому випадку Леннон приліпив собі на лоб невикористану гігієнічну прокладку і побився з офіціанткою. Другий інцидент стався через два тижні, коли Леннона і Нілссона вигнали з того ж клубу після того, як вони обматюкали дует Smothers Brothers. Леннон вирішив продюсувати альбом Нілссона Pussy Cats, а Панг винайняла для всіх музикантів пляжний будиночок у Лос-Анджелесі. Після місяця подальших розпусних дій запис сесій занурився в хаос, і Леннон повернувся до Нью-Йорка разом з Панг, щоб закінчити роботу над альбомом. У квітні Леннон спродюсував пісню Міка Джаггера „Too Many Cooks (Spoil the Soup)“, яка, за умовами контракту, мала залишатися невиданою понад 30 років. Панг надала запис для його подальшого включення до альбому The Very Best of Mick Jagger (2007).
Леннон повернувся до Нью-Йорка, коли записав альбом Walls and Bridges. Випущений у жовтні 1974 року, він включав пісню „Whatever Gets You thru the Night“, в якій Елтон Джон виконував бек-вокал і грав на фортепіано, і став єдиним синглом Леннона як сольного виконавця, що очолив американський хіт-парад Billboard Hot 100 за його життя. Другий сингл з альбому, „#9 Dream“, вийшов до кінця року. У створенні альбому Старра Goodnight Vienna (1974) знову брав участь Леннон, який написав заголовний трек і грав на фортепіано. 28 листопада Леннон несподівано з'явився на концерті Елтона Джона на День Подяки в Медісон-сквер-гарден, виконуючи свою обіцянку приєднатися до співака на живому концерті, якщо „Whatever Gets You Through the Night“, пісня, в комерційному потенціалі якої Леннон сумнівався, посяде першу сходинку рейтингу. Леннон виконав цю пісню разом з „Lucy in the Sky with Diamonds“ та „I Saw Her Standing There“, яку він представив як „пісню мого колишнього нареченого, з яким ми розлучилися, на ім'я Пол“.
У перші два тижні січня 1975 року Елтон Джон очолив американський хіт-парад синглів Billboard Hot 100 з кавером на пісню „Lucy in the Sky with Diamonds“, в якому Леннон грав на гітарі та бек-вокалі — Леннон записаний на синглі під псевдонімом „Dr. Winston O'Boogie“. В січні-лютому Леннон і Оно знову возз'єдналися, коли Джон і Бові завершили запис спільної композиції „Fame“, яка стала першим номером один Девіда Бові в США, з гітарою і бек-вокалом Леннона. У лютому Леннон випустив альбом кавер-версій Rock'n'Roll (1975). „Stand By Me“ з альбому стала хітом у США та Великій Британії і стала його останнім синглом за п'ять років. Він зробив те, що стане його останньою появою на сцені у спеціальному випуску програми A Salute to Lew Grade каналу ATV, записаному 18 квітня і показаному по телебаченню в червні. Граючи на акустичній гітарі у супроводі гурту з восьми чоловік, Леннон виконав дві пісні з Rock'n'Roll („Stand by Me“, яка не транслювалася, і „Slippin“ and Slidin»"), а потім «Imagine». Учасники гурту, відомого під назвою Etc., носили маски за головами, що було вигадкою Леннона, який вважав ведучого Грейда дволиким.

### Перерва і повернення: 1975—1980

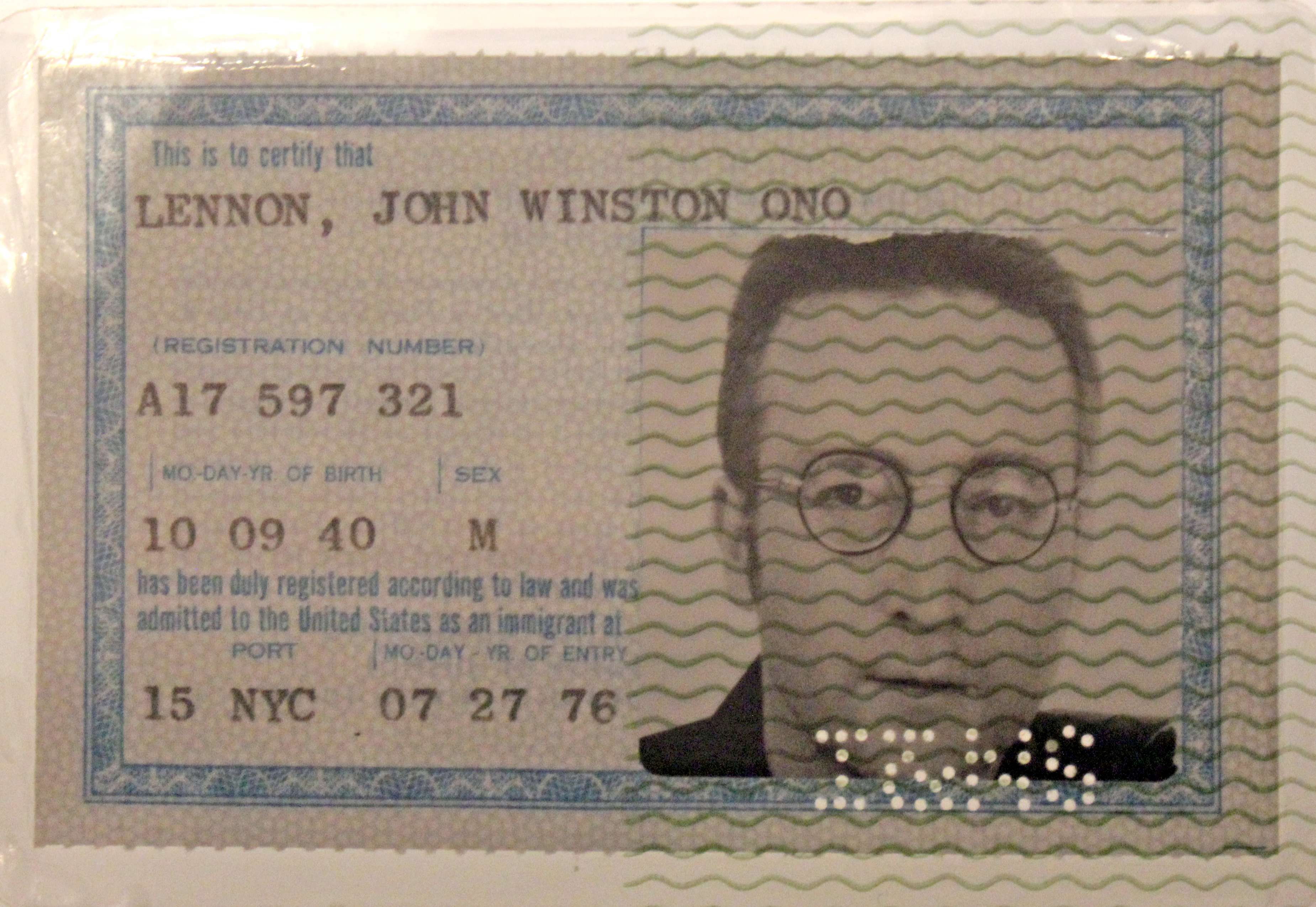
Ґрін-карта Леннона, яка дозволяла йому жити і працювати в США

Шон був єдиною дитиною Леннона від Оно. Шон народився 9 жовтня 1975 року (тридцять п'ятий день народження Леннона), і Джон взяв на себе роль домогосподаря. Леннон розпочав п'ятирічну перерву в музичній кар'єрі, під час якої, за його словами, він «випікав хліб» і «доглядав за дитиною». Він присвятив себе Шону, щодня прокидаючись о 6 ранку, щоб спланувати і приготувати йому їжу і провести з ним час. Він написав пісню «Cookin' (In the Kitchen of Love)» для альбому Рінго Старра Ringo's Rotogravure (1976), виконавши трек у червні, що стало його останньою сесією запису до 1980 року. Він офіційно оголосив про свою перерву в музиці в Токіо в 1977 році, сказавши: «Ми, по суті, вирішили, не приймаючи ніяких серйозних рішень, бути з нашою дитиною стільки, скільки зможемо, поки не відчуємо, що можемо взяти відпустку, щоб дозволити собі творити поза сім'єю». Під час перерви в кар'єрі він створив кілька серій малюнків і підготував книгу, що містить автобіографічний матеріал і те, що він називав «божевільними речами», які будуть опубліковані посмертно.
Леннон вийшов зі своєї перерви в жовтні 1980 року, коли випустив сингл «(Just Like) Starting Over». У листопаді вони з Оно випустили альбом Double Fantasy, до якого увійшли пісні, написані Ленноном на Бермудських Островах. У червні Леннон зафрахтував 43-футовий вітрильник і вирушив у морську подорож на Бермуди. Дорогою вони з командою потрапили в шторм, і всіх на борту почало нудити, окрім Леннона, який взяв керування на себе і провів човен крізь шторм. Цей досвід надихнув його та його творчу музу. Він провів три тижні на Бермудах у будинку під назвою Fairylands, пишучи та вдосконалюючи треки для майбутнього альбому.
Музика відображала реалізацію Леннона в його новознайденому стабільному сімейному житті. Було записано достатньо додаткового матеріалу для запланованого наступного альбому Milk and Honey, який був виданий посмертно в 1984 році. Double Fantasy спочатку не був добре прийнятий і викликав такі коментарі, як «поблажлива стерильність … жахливе позіхання».

## Смерть

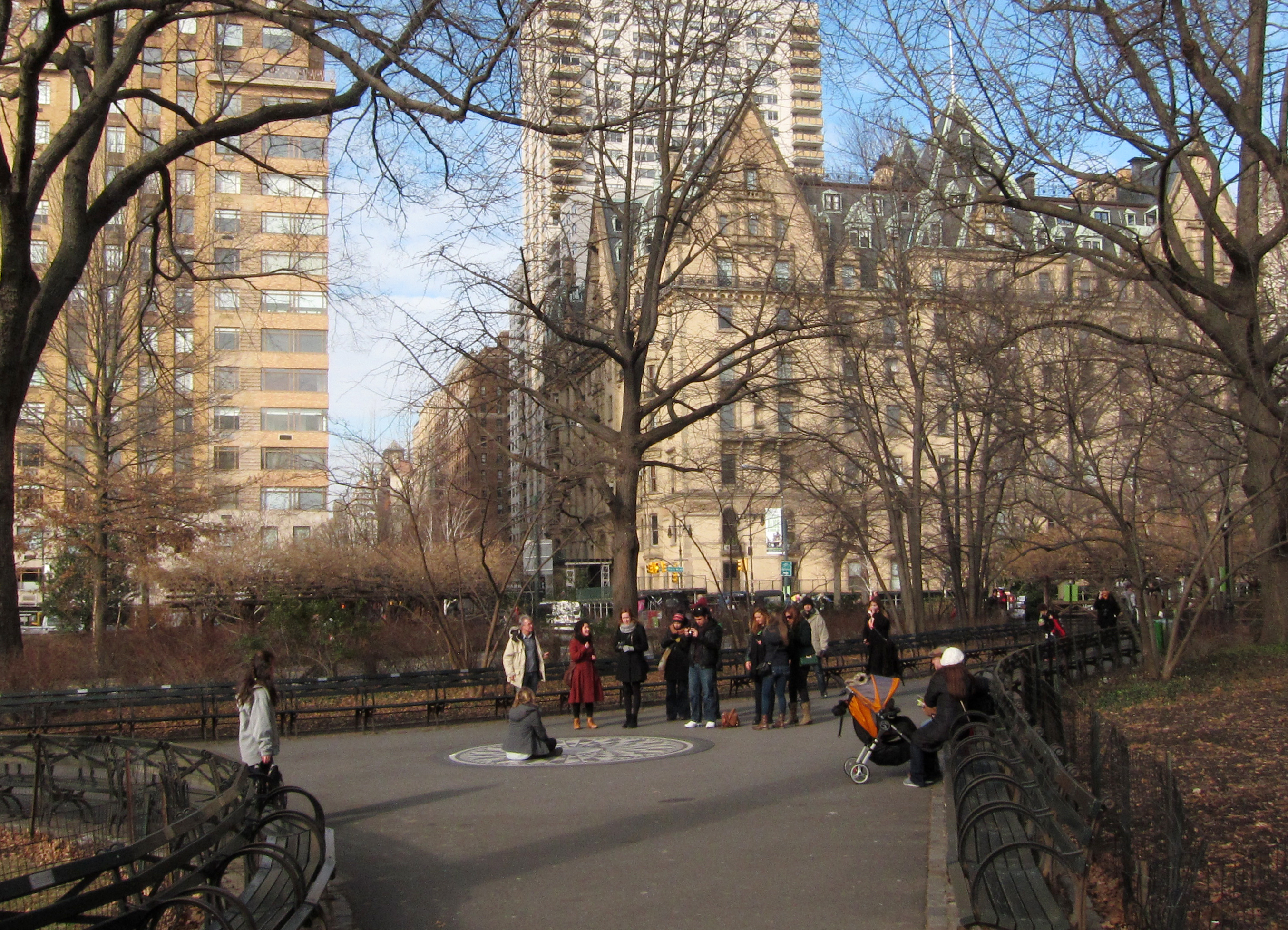
Зима на Суничних полях у Центральному парку з Дакотою на задньому плані

У Нью-Йорку, приблизно о 17:00 8 грудня 1980 року, Леннон дав автограф на примірнику Double Fantasy для Марка Девіда Чепмена, перш ніж покинути Дакоту разом з Оно, прямуючи на сесію запису на студію. Після сесії Леннон і Оно повернулися до Дакоти в лімузині приблизно о 22:50 (за східним часом). Вони вийшли з автомобіля і пройшли через арку будівлі. Потім Чепмен вистрілив у Леннона двічі в спину і двічі в плече з близької відстані. Леннона на поліцейській машині відвезли до відділення швидкої допомоги лікарні Рузвельта, де об 23:15 (за східним часом) його оголосили мертвим.
Наступного дня Оно опублікувала заяву, в якій сказала: «Похорону Джона не буде», закінчивши її словами: «Джон любив і молився за людський рід. Будь ласка, зробіть те ж саме для нього.» Його останки були кремовані на кладовищі Фернкліфф в Хартсдейлі, штат Нью-Йорк. Оно розвіяла його прах у Центральному парку Нью-Йорка, де пізніше був створений меморіал Суничні поля. Чепмен уникнув суду, коли проігнорував поради свого адвоката і визнав себе винним у вбивстві другого ступеня і був засуджений на термін від 20 років до довічного ув'язнення.
За кілька тижнів після вбивства «(Just Like) Starting Over» та Double Fantasy очолили хіт-паради Великої Британії та США. «Imagine» посіла перше місце у Великій Британії в січні 1981 року, а «Happy Xmas» — друге. «Imagine» змінила на вершині британського чарту «Woman», другий сингл з Double Fantasy. Пізніше того ж року кавер-версія «Jealous Guy», записана гуртом Roxy Music як данина пам'яті Леннону, також посіла перше місце у Великобританії.

## Особисті стосунки

### Синтія Леннон

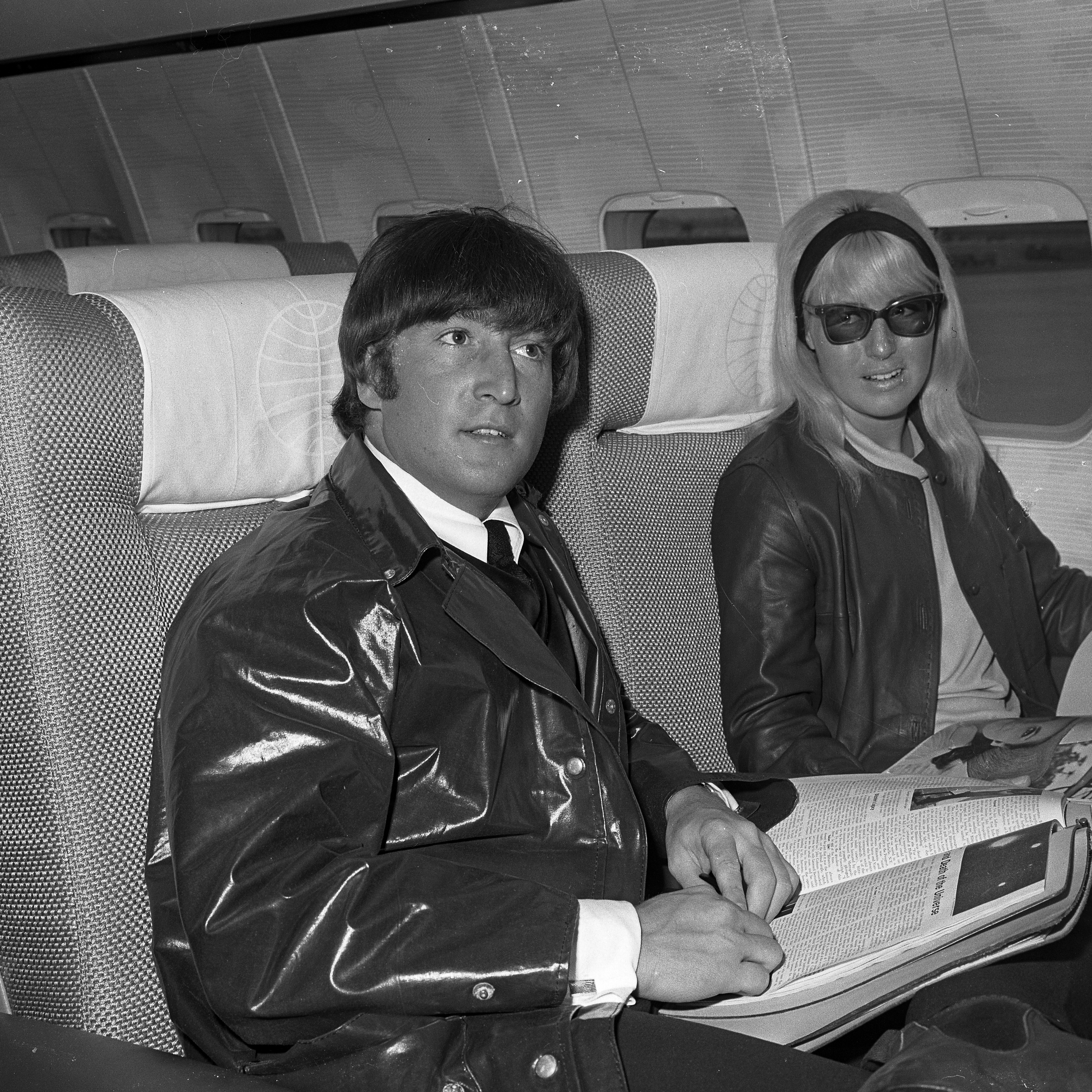
Джон і Синтія Леннон сидять у літаку під час зупинки в Лос-Анджелесі, 1964 рік

Леннон познайомився з Синтією Павелл (1939—2015) у 1957 році, коли вони були однокурсниками в Ліверпульському коледжі мистецтв. Хоча Павелл була налякана поведінкою та зовнішнім виглядом Леннона, вона чула, що він був одержимий французькою актрисою Бріжіт Бардо, тому перефарбувалася в блондинку. Леннон запросив її на побачення, але коли вона сказала, що заручена, він закричав: «Я ж не просив тебе виходити за мене заміж, чи не так?» Вона часто супроводжувала його на концертах The Quarrymen і їздила до Гамбурга з дівчиною Маккартні, щоб відвідати його.
Леннон був ревнивим за своєю природою і з часом став власницьким, часто лякаючи Пауелл своїм гнівом. У своїх мемуарах John 2005 року Павелл згадувала, що коли вони зустрічалися, Леннон одного разу вдарив її після того, як побачив, як вона танцює зі Стюартом Саткліффом. В результаті вона розірвала їхні стосунки, аж поки через три місяці Леннон не вибачився і не попросив про возз'єднання. Вона прийняла його назад і пізніше зазначила, що він більше ніколи не застосовував до неї фізичного насильства, хоча все ще міг бути «словесно різким і недобрим». Пізніше Леннон говорив, що до зустрічі з Оно він ніколи не ставив під сумнів своє шовіністичне ставлення до жінок. Він сказав, що пісня The Beatles «Getting Better» розповідає власну історію його чи його однолітків. «Я був жорстоким до своєї жінки, і фізично — до будь-якої жінки. Я був нападником. Я не міг виразити себе і бив. Я бився з чоловіками і бив жінок. Ось чому я завжди говорю про мир».
Згадуючи свою реакцію в липні 1962 року, коли він дізнався, що Синтія вагітна, Леннон сказав: «Є тільки один вихід, Син. Ми повинні одружитися.» Пара одружилася 23 серпня в Маунт-Плезантському РАГСі в Ліверпулі, а Браян Епштейн був шафером на весіллі. Їхній шлюб розпочався якраз тоді, коли бітломанія набирала обертів по всій Великій Британії. Він виступав увечері в день свого весілля і продовжував робити це відтоді майже щодня. Епштейн побоювався, що фанати будуть відштовхнуті ідеєю одруженого бітла, і попросив Леннонів тримати їхній шлюб у таємниці. Джуліан народився 8 квітня 1963 року; Леннон у той час перебував на гастролях і побачив свого маленького сина лише через три дні.
Синтія пов'язувала початок розпаду шлюбу з вживанням Ленноном ЛСД, і вона відчувала, що він поступово втрачає інтерес до неї через вживання наркотику. Коли група їхала потягом до Бангору, Уельс, у 1967 році на семінар трансцендентальної медитації Махаріші Йогі, поліцейський не впізнав її і не пустив на посадку. Пізніше вона згадувала, що цей інцидент символізував кінець їхнього шлюбу. Після відпустки в Греції Синтія приїхала додому в Кенвуд і побачила, що Леннон сидить на підлозі з Оно в махровому халаті, і пішла з дому до друзів, відчуваючи себе шокованою і приниженою. Через кілька тижнів Алексіс Мардас повідомила Павелл, що Леннон домагається розлучення і опіки над Джуліаном. Вона отримала листа, в якому стверджувалося, що Леннон робить це на підставі її зради з італійським готельєром Роберто Бассаніні, звинувачення, яке Павелл заперечувала. Після переговорів Леннон капітулював і погодився дозволити їй розлучитися з ним на тих самих підставах. Справа була врегульована в позасудовому порядку в листопаді 1968 року, Леннон виплатив їй 100 000 фунтів стерлінгів, невелику щорічну виплату, а також опіку над Джуліаном.

### Браян Епштейн

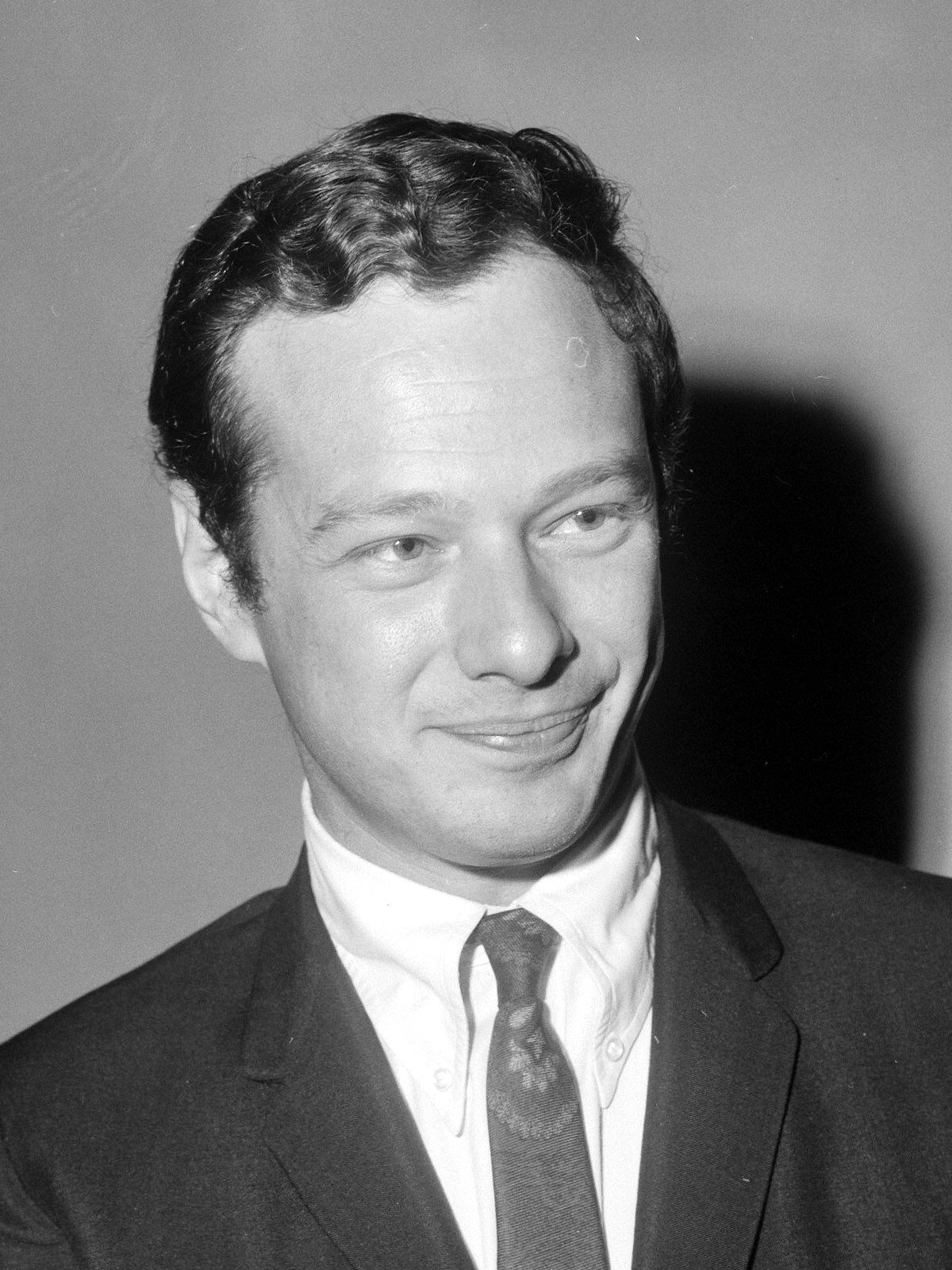
Браян Епштейн у 1965

У листопаді 1961 року The Beatles виступали в ліверпульському клубі Cavern, коли після полуденного концерту їх познайомили з Браяном Епштейном. Епштейн був гомосексуалістом «у шафі», і, за словами біографа Філіпа Нормана, однією з причин, чому Епштейн захотів керувати групою, було те, що його приваблював Леннон. Майже одразу після народження Джуліана, Леннон поїхав у відпустку до Іспанії разом з Епштейном, що призвело до спекуляцій про їхні стосунки. Коли його пізніше запитали про це, Леннон відповів: «Ну, це був майже любовний зв'язок, але не зовсім. Він так і не був завершений. Але це були досить інтенсивні стосунки. Це був мій перший досвід з гомосексуалістом, який я усвідомлював як гомосексуаліст. Ми сиділи в кафе в Торремоліносі, дивилися на хлопців, і я казав: 'Тобі подобається цей? Тобі подобається цей?' Я радше насолоджувалася цим процесом, весь час думаючи як письменник: Я переживаю це.» Незабаром після повернення з Іспанії, на вечірці з нагоди двадцять першого дня народження Маккартні в червні 1963 року, Леннон фізично напав на церемоніймейстера клубу Cavern Боба Вулера за те, що той запитав: «Як пройшов твій медовий місяць, Джоне?». Ведучий, відомий своєю грою слів і ласкавими, але різкими зауваженнями, жартував, але з моменту одруження Леннона минуло десять місяців, а до відкладеного медового місяця залишалося ще два місяці. Леннон тоді був п'яний, і справа була простою: «Він назвав мене квіром, тож я побив його криваві ребра».
Леннон із задоволенням висміював Епштейна за його гомосексуальність і за те, що він був євреєм. Коли Епштейн запропонував пропозиції щодо назви своєї автобіографії, Леннон запропонував Квір-єврей; дізнавшись про остаточну назву Підвал, повний шуму (A Cellarful of Noise), він спародіював: «Скоріше, підвал, повний хлопців». Він запитав відвідувача квартири Епштейна: «Ви прийшли шантажувати його? Якщо ні, то ви єдиний у Лондоні, хто цього не зробив». Під час запису пісні «Baby, You're a Rich Man» він співав змінений приспів «Baby, you're a rich fag Jew».

Мурал у місті Ізюм Харківської області

## Пам'ять про Леннона

### Україна

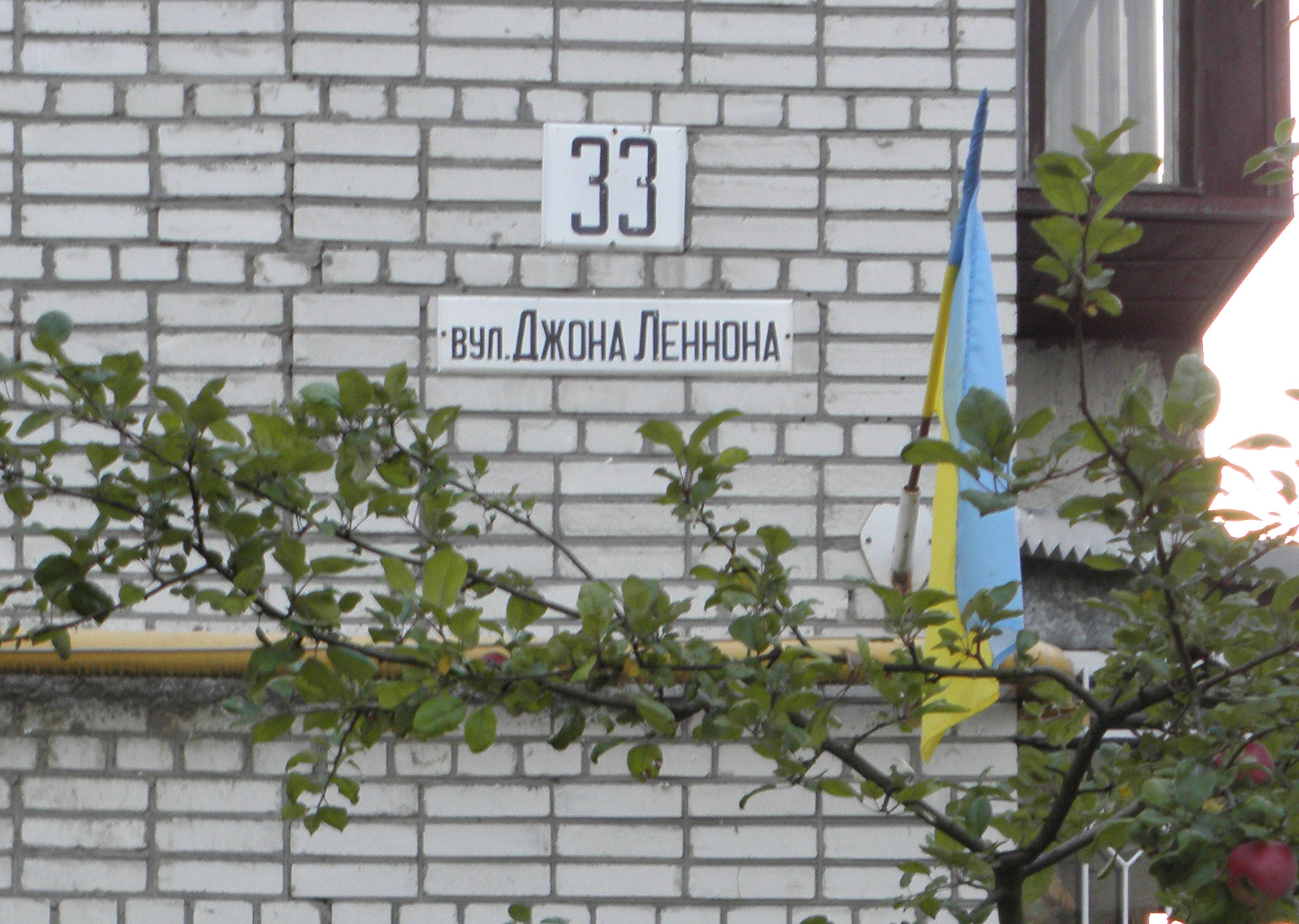
Вулиця Джона Леннона у Львові

Скульптура гурту «Бітлз» у студентському містечку ДонНТУ

- У Львові є вулиця імені Джона Леннона.
- Площа Джона Леннона у місті Ізюм.
- Графіті Джона Леннона в місті Ізюм Харківської області
- У селі Калини Закарпатської області є вул. Джона Леннона.[199]
- У Донецьку — скульптурна група гурту «Бітлз» у студентському містечку ДонНТУ

### Світ
- Меморіал «Суничні поля» (названо на честь пісні «Strawberry Fields Forever», яка своєю чергою названа на честь притулку в Ліверпулі) знаходиться в Центральному парку Нью-Йорка, неподалік від будинку «Дакота», в якому мешкав Леннон.
- У жовтні 2000 року в Сайтамі, Японія до 60-річчя з дня народження співака відкрили музей Джона Леннона[200]
- Ліверпульський аеропорт названо іменем Джона Леннона, слоган аеропорту: «Над нами лише небо» (Above Us Only Sky) — рядок із пісні «Imagine»
- У Празі є Стіна Джона Леннона
- Після смерті Леннона Джордж Гаррісон присвятив йому пісню «All Those Years Ago», Пол Маккартні — «Here Today» (з альбому Tug of War, 1982)
- Фредді Мерк'юрі написав пісню «Life is real (Song for Lennon)» (1982), присвятивши її Джону Леннону.
- Башта у вигляді величезного колодязя, з глибини якого сяє світло — знаходиться в ісландській столиці — Рейк'явік
- На його честь названо малу планету 4147 Леннон.
- 4 грудня 2015 року в місті Ліверпуль було відкрито пам'ятник гурту «The Beatles». Серед осіб на пам'ятнику зокрема і Джон Леннон.

## Дискографія

### Студійні альбоми
- John Lennon/Plastic Ono Band, (1970)
- Imagine (1971)
- Some Time in New York City (з Йоко Оно, 1972)
- Mind Games (1973)
- Walls and Bridges (1974)
- Rock 'n' Roll (1975)
- Double Fantasy (з Йоко Оно, 1980)
- Milk and Honey (посмертний, з Йоко Оно, 1984)

### Експериментальні студійні альбоми з Йоко Оно
- Unfinished Music No. 1: Two Virgins (1968)
- Unfinished Music No. 2: Life with the Lions (1969)
- Wedding Album (1969)

## Фільмографія

### Фільми
| Рік  | Назва                                                 | Роль                                               | Примітки                                             |
| ---- | ----------------------------------------------------- | -------------------------------------------------- | ---------------------------------------------------- |
| 1964 | A Hard Day's Night                                    | В ролі себе                                        |                                                      |
| 1965 | Help!                                                 | В ролі себе                                        |                                                      |
| 1967 | Bottoms                                               | В ролі себе                                        | Документальний                                       |
| 1967 | How I Won the War                                     | Ґріпвід                                            |                                                      |
| 1967 | Magical Mystery Tour                                  | В ролі себе / Продавець квитків / Чарівник з кавою | Також оповідач, сценарист і режисер                  |
| 1967 | Pink Floyd: London '66-'67                            | В ролі себе                                        | Документальний короткометражний                      |
| 1968 | Yellow Submarine                                      | В ролі себе                                        | Камео наприкінці                                     |
| 1968 | Two Virgins                                           | В ролі себе                                        | Короткометражний фільм, сценарист, продюсер, режисер |
| 1968 | No. 5                                                 | В ролі себе                                        | Короткометражний фільм, сценарист, продюсер, режисер |
| 1969 | Bed Peace                                             | В ролі себе                                        | Сценарист, продюсер, режисер                         |
| 1969 | Honeymoon                                             | В ролі себе                                        | Сценарист, продюсер, режисер                         |
| 1969 | Self-Portrait                                         | В ролі себе                                        | Короткометражний фільм, сценарист, продюсер, режисер |
| 1969 | Walden (Diaries, Notes, and Sketches)                 | В ролі себе                                        | Документальний                                       |
| 1969 | Muhammad Ali, the Greatest                            | В ролі себе                                        | Документальний                                       |
| 1970 | Apotheosis                                            | В ролі себе                                        | Короткометражний фільм, сценарист, продюсер, режисер |
| 1970 | Let It Be                                             | В ролі себе                                        | Документальний (виконавчий продюсер — The Beatles)   |
| 1970 | Fly                                                   | Н/Д                                                | Короткометражний фільм, сценарист, продюсер, режисер |
| 1970 | Freedom                                               | Н/Д                                                | Короткометражний фільм, сценарист, продюсер, режисер |
| 1970 | 3 Days in the Life                                    | В ролі себе                                        | Документальний                                       |
| 1971 | Breathing Together: Revolution of the Electric Family | В ролі себе                                        | Документальний                                       |
| 1971 | Up Your Legs Forever                                  | Н/Д                                                | Продюсер, режисер                                    |
| 1971 | Erection                                              | Н/Д                                                | Короткометражний фільм, продюсер, режисер            |
| 1971 | Clock                                                 | В ролі себе / співак                               | Музика, сценарист, продюсер, режисер                 |
| 1971 | Sweet Toronto                                         | В ролі себе                                        | Концертний фільм                                     |
| 1971 | The Museum of Modern Art Show                         | В ролі себе                                        | Документальний короткометражний                      |
| 1972 | Ten for Two: The John Sinclair Freedom Rally          | В ролі себе                                        | Документальний                                       |
| 1972 | Eat the Document                                      | В ролі себе                                        | Документальний                                       |
| 1976 | Chelsea Girls with Andy Warhol                        | В ролі себе                                        | Документальний                                       |
| 1977 | The Day the Music Died                                | В ролі себе                                        | Документальний                                       |
| 1982 | The Compleat Beatles                                  | В ролі себе                                        | Документальний                                       |
| 1988 | Imagine: John Lennon                                  | В ролі себе                                        | Документальний                                       |
| 1990 | The Beatles: The First U.S. Visit                     | В ролі себе                                        | Документальний                                       |
| 1996 | The Rolling Stones Rock and Roll Circus               | В ролі себе                                        | Концертний фільм 1968 року                           |
| 2003 | Lennon Legend: The Very Best of John Lennon           | В ролі себе                                        | Ремастирована колекція музичних відео                |
| 2006 | The U.S. vs. John Lennon                              | В ролі себе                                        | Документальний                                       |
| 2006 | John & Yoko: Give Peace a Song                        | В ролі себе                                        | Документальний                                       |
| 2007 | I Met the Walrus                                      | В ролі себе (голос)                                | Короткометражний фільм, записаний 1969 року          |
| 2008 | All Together Now                                      | В ролі себе                                        | Документальний                                       |
| 2010 | LennoNYC                                              | В ролі себе                                        | Документальний                                       |
| 2016 | The Beatles: Eight Days a Week                        | В ролі себе                                        | Документальний                                       |
| 2021 | The Beatles: Get Back                                 | В ролі себе                                        | Документальний                                       |

### Телебачення
| Рік     | Назва                                                       | Роль                         | Примітки                                                     |
| ------- | ----------------------------------------------------------- | ---------------------------- | ------------------------------------------------------------ |
| 1963–64 | Ready Steady Go!                                            | В ролі себе                  | Музична програма, 4 епізоди                                  |
| 1964    | Around the Beatles                                          | В ролі себе                  | Спеціальний концерт                                          |
| 1964    | What's Happening! The Beatles in the U.S.A.                 | В ролі себе                  | Документальний                                               |
| 1964–65 | The Ed Sullivan Show                                        | В ролі себе                  | Естрадне шоу, 4 епізоди                                      |
| 1965    | The Music of Lennon & McCartney                             | В ролі себе                  |                                                              |
| 1965–66 | Not Only… But Also                                          | Прибиральник туалету / Гість | Епізоди: «Episode #1.1» (1965) та «Christmas Special» (1966) |
| 1966    | The Beatles at Shea Stadium                                 | В ролі себе                  | Спеціальний концерт                                          |
| 1966    | The Beatles in Japan                                        | В ролі себе                  | Спеціальний концерт                                          |
| 1969    | Rape                                                        | В ролі себе                  | Драма/трилер, звук, монтаж, сценарист, продюсер, режисер     |
| 1971–72 | The Dick Cavett Show                                        | В ролі себе                  | Ток-шоу, 3 епізоди                                           |
| 1972    | John Lennon and Yoko Ono Present the One-to-One Concert     | В ролі себе                  | Спеціальний концерт                                          |
| 1972    | Imagine                                                     | В ролі себе                  | Спеціальний музичний фільм                                   |
| 1975    | A Salute to the Beatles: Once upon a Time                   | В ролі себе                  | Документальний                                               |
| 1977    | All You Need Is Love: The Story of Popular Music            | В ролі себе                  | Документальний міні-серіал                                   |
| 1987    | It Was Twenty Years Ago Today                               | В ролі себе                  | Документальний                                               |
| 1995    | The Beatles Anthology                                       | В ролі себе                  | Документальний міні-серіал                                   |
| 2000    | Gimme Some Truth: The Making of John Lennon's Imagine Album | В ролі себе                  | Документальний                                               |
| 2000    | John & Yoko's Year of Peace                                 | В ролі себе                  | Документальний                                               |
| 2008    | Classic Albums: John Lennon/Plastic Ono Band                | В ролі себе                  | Документальний                                               |
| 2018    | John & Yoko: Above Us Only Sky                              | В ролі себе                  | Документальний                                               |